# Манометър на Бурдон
Манометърът на Бурдон (наричан още и бурдонова тръба) е уред за измерване на налягане, използващ стремежа на частично сплеснати и огънати метални тръбички да се изправят под действието на вътрешното си налягане.
Когато кранът е отворен към атмосферата, стрелката сочи нулата на скалата. Това е условна нула, защото тогава налягането в тръбичката е равно на атмосферното. Ако стрелката показва стойност надясно от нулата, тогава имерваното налягане е равно на сумата от атмосферното налягане плюс измерената стойност P